# Maria-Gewanden-Terschuren
Maria-Gewanden is een wijk in het stadsdeel Hoensbroek van de gemeente Heerlen in de Nederlandse provincie Limburg. De wijk wordt in het noorden omsloten door de provinciale weg 298 die via Hoensbroek naar Valkenburg loopt. Tevens wordt de wijk omringd door de wijken Hoensbroek-Centrum en Mariarade in het oosten en Nieuw-Lotbroek in het zuiden.

## Naam
Oorspronkelijk heette de wijk "Steenberg", wat losstond van mijnterril, hoewel dit vaak gedacht werd. De naam Steenberg was echter al veel ouder dan de aanwezigheid van steenkoolmijnen in de directe omgeving.
De huidige wijk werd aangelegd door de Staatsmijn Emma en betrof 400 noodwoningen aan de Steenbergenstraat, welke tussen 1919 en 1921 werden gebouwd. De noodwoningen, berekend op 15 jaar, waren echter tot 1963 in gebruik, en toen werd de wijk aan de gemeente Hoensbroek overgedragen. Daarop werden de noodwoningen gesloopt en vervangen door meer permanente bebouwing.
In de jaren dertig van de 20e eeuw kwam in het naburige Mariarade, voorheen Kloosterkolonie, de Mariadevotie op gang. Het woord gewande komt van wenden: Het keren van de ploeg, later ook overgegaan op de benaming voor gepachte akker. De naam Maria-Gewanden werd pas in 1949 officieel.
In de jaren tachtig van de 20e eeuw werden de "koloniewoningen" van Mariagewanden aan de oostelijke kant vergezeld van nieuwe woningen. Deze werden gebouwd op de helling met akkerland die langs de Pastoorskuilenweg in westelijke richting omhoog liep – en die op de top uitzicht bood over Vaesrade. De helling werd doorsneden door een authentieke Limburgse holle weg, die vlak voor de top uitkwam op de Randweg, nu onderdeel van de provinciale weg 298. Deze Randweg hield tot in de jaren tachtig op bovenaan de helling, van daaruit liep een voetpad richting de Rozenstraat in Vaesrade. Dat voetpad kruiste onder andere de Jeugdrubbenweg, toen nog een holle weg die begon bij het voetbalterrein van RKVV Mariarade.
Van 1913 tot 1997 heeft in de wijk een Hervormd kerkgebouw gestaan, namelijk de Goede Herderkerk.
Ook is er een voormalig Rooms-katholiek kerkgebouw, namelijk de Onze-Lieve-Vrouw Maagd der Armenkerk. Verder staan er de Mariakapel en de Kruiskapel.

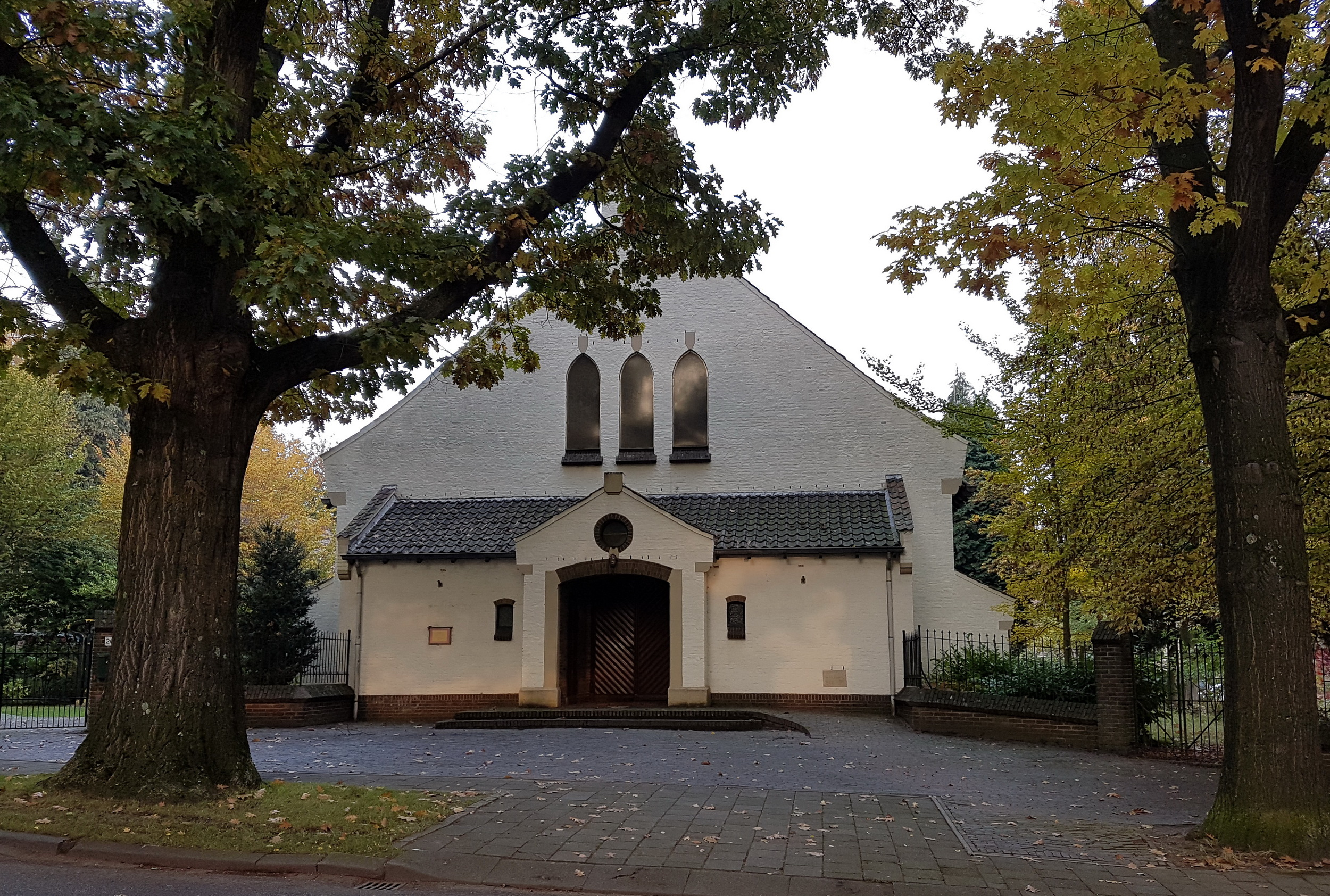
Voormalige kerk Zandbergsweg
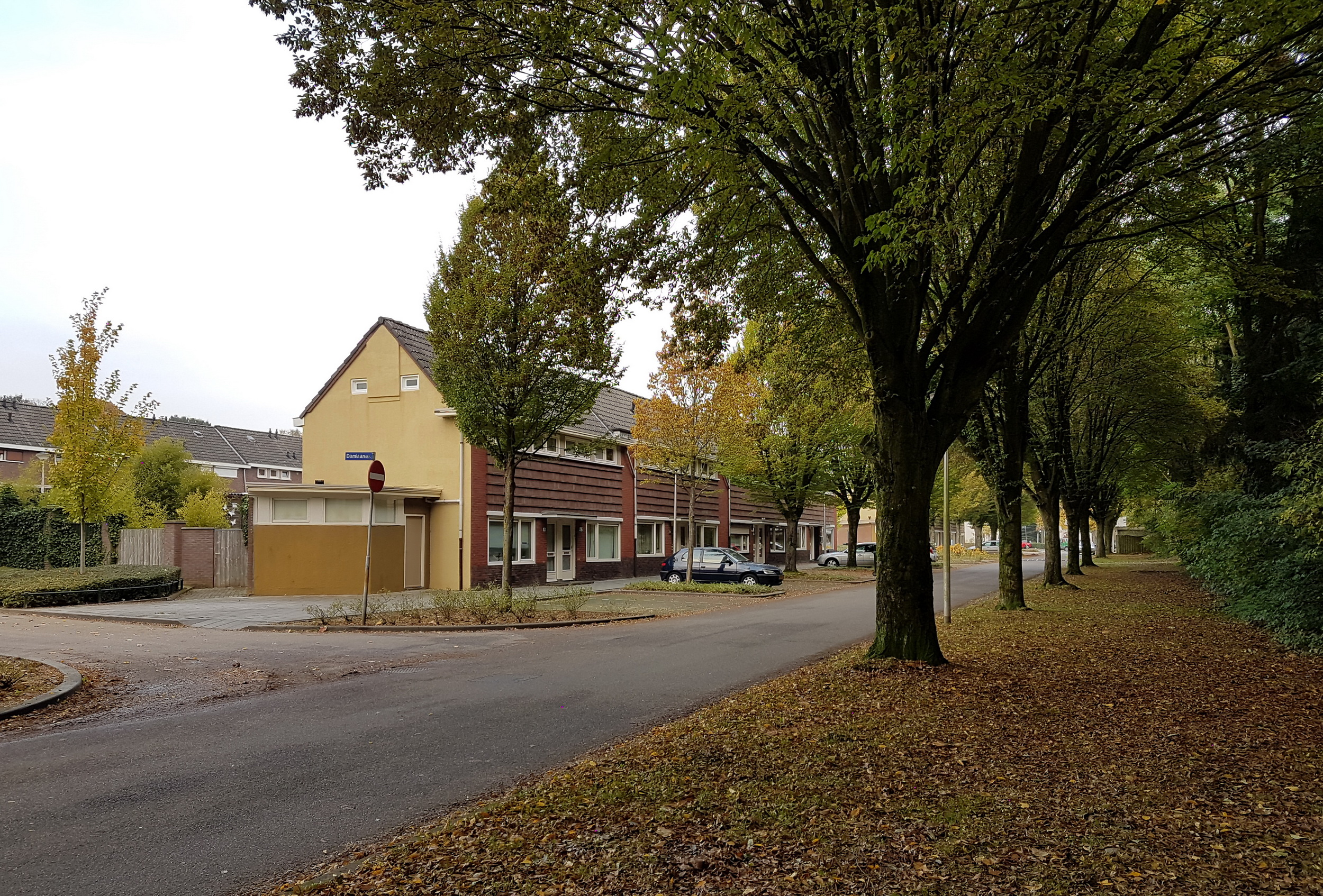
Wingerdweg-Damiaanstraat
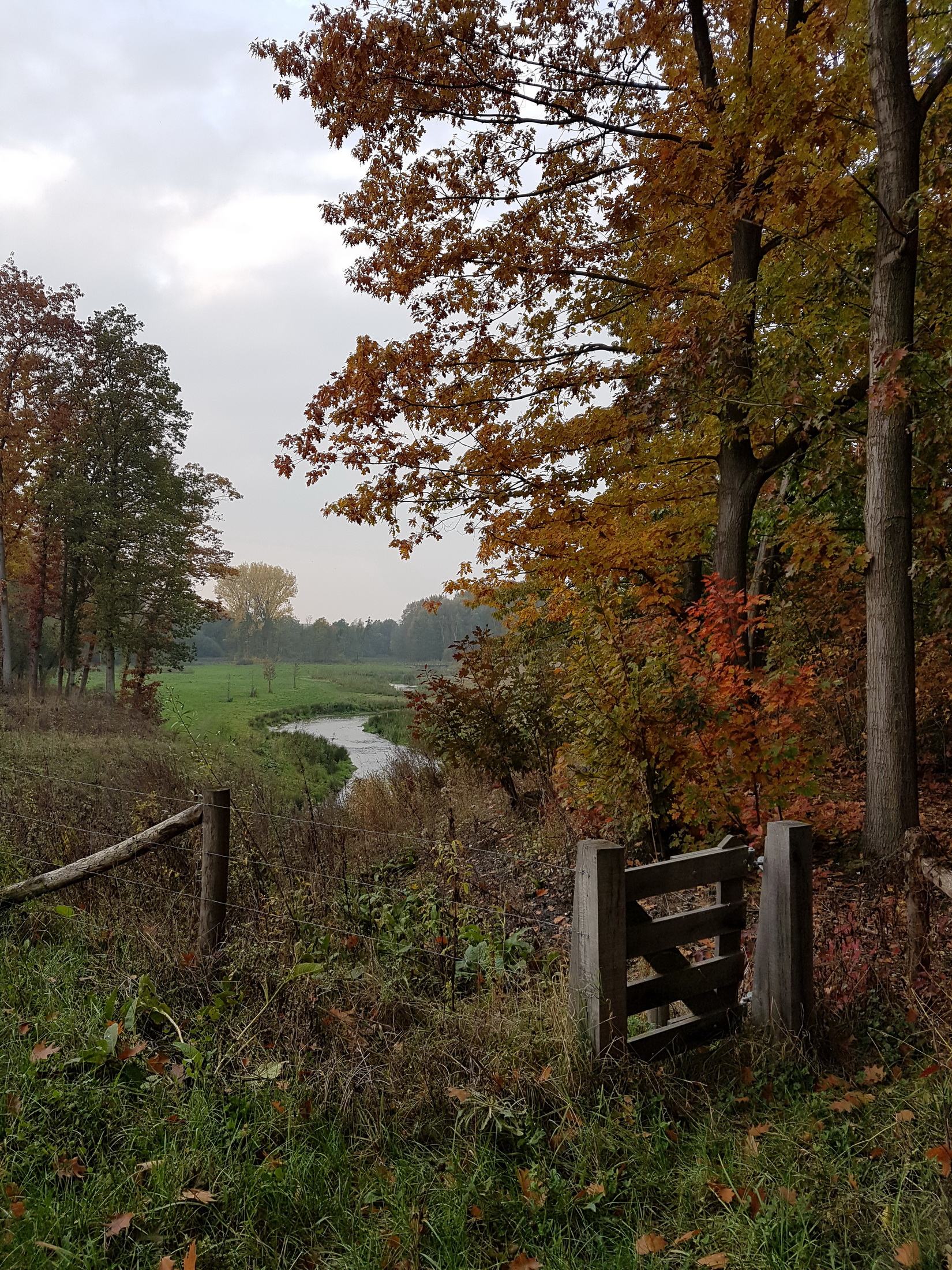
Geleenbeekdal Terschuren

Stadsdelen: Heerlerbaan · Heerlerheide · Heerlen-Stad · Hoensbroek

Wijken: Aarveld-Bekkerveld · De Beitel · Caumerveld-Douve Weien · Eikenderveld · Heerlen-Centrum · Heerlerbaan-Oost · Heerlerbaan-West · Passart · De Hei · Heksenberg · Hoensbroek-De Dem · De Koumen · Maria-Gewanden-Terschuren · Mariarade · Meezenbroek-Schaesbergerveld · Molenberg · Nieuw Lotbroek · Rennemig-Beersdal · Schandelen-Grasbroek · Vrieheide-De Stack · Welten-Benzenrade · Woonboulevard-Ten Esschen · Zeswegen-Nieuw Husken

Buurtschappen en gehuchten: De Euren · Heihoven · Imstenrade · Schurenberg · Terschuren

Limburg: Steden en dorpen      Nederland: Provincies · Gemeenten